# Campionato francese di rugby a 15 1954-1955
Il Campionato Francese di rugby 1954-1955 di prima divisione fu conquistato dall'USA Perpignan che superò il FC Lourdes in finale. Fu il sesto titolo di campione di Francia.

## Formula
- 48 squadre divise in 6 gironi da 8
- si qualificano per i sedicesimi di finale le prime 5 di ogni gruppo e le due migliori seste.

## Contesto
Il Torneo delle Cinque Nazioni 1955 fu vinto dal Galles e la Francia a pari merito
Il Challenge Yves du Manoir fu vinto dall'USA Perpignan che superò lo Mazamet in finale.

## Fase di qualificazione
In grassetto le qualificate ai sedicesimi
| - AS Soustons - Grenoble - Pau - Castres - Narbonne - Roanne - Dax - Stade lavelanétien  | - Lione - Tolosa - Tulle - Racing Métro 92 - Limoges - Biarritz - Cognac - Graulhet                                 | - SU Agen - Stade rochelais - FC Lourdes - Montélimar - RC Vichy - CA Périgueux - Stade montois - US bressane |
| - Bayonne - Angoulême - Bergerac - Tolone - Côte-vermeille - Carmaux - US Romans - Brive | - US Montauban - CS Vienne - Tyrosse RCS - AS Montferrand - Stade bagnérais - P.U.C. - Stadoceste tarbais - SC Albi | - Bègles - Perpignano - Béziers - Creusot - Mazamet - TOEC - Niort - Auch                                     |

## Sedicesimi di finale
In grassetto le qualificate agli ottavi
| Squadra 1             | Squadra 2             | Risultati |
| --------------------- | --------------------- | --------- |
| USA Perpignan         | SC Graulhet           | 17-5      |
| CA Périgueux          | Castres olympique     | 6-0       |
| Stade montois         | US Bergerac           | 12-3      |
| US Dax                | SU Agen               | 11-9      |
| US Romans             | Cognac                | 6-3       |
| SC Albi               | Racing club de France | 9-0       |
| Stade lavelanétien    | AS Béziers            | 3-0       |
| RC Toulon             | RC Vichy              | 9-6       |
| FC Lourdes            | FC Grenoble           | 10-0      |
| CS Vienne             | US Montauban          | 16-3      |
| AS Montferrand        | Stade toulousain      | 18-0      |
| SC Mazamet            | Lyon OU               | 9-6       |
| Paris université club | Côte-vermeille        | 34-3      |
| SC Tulle              | US Carmaux            | 6-3       |
| Section paloise       | TOEC                  | 8-0       |
| SC Angoulême          | FC Auch               | 3-0       |

## Ottavi di finale
In grassetto le qualificate ai quarti
| Squadra 1             | Squadra 2    | Risultati |
| --------------------- | ------------ | --------- |
| USA Perpignan         | CA Périgueux | 15-3      |
| Stade montois         | US Dax       | 14-3      |
| US Romans             | SC Albi      | 14-11     |
| Stade lavelanétien    | RC Toulon    | 13-0      |
| FC Lourdes            | CS Vienne    | 22-5      |
| AS Montferrand        | SC Mazamet   | 6-3       |
| Paris université club | SC Tulle     | 24-5      |
| Section paloise       | SC Angoulême | 13-8      |

## Quarti di finale
In grassetto le qualificate alle semifinali
| Squadra 1             | Squadra 2          | Risultati |
| --------------------- | ------------------ | --------- |
| USA Perpignan         | Stade montois      | 17-11     |
| US Romans             | Stade lavelanétien | 3-0       |
| FC Lourdes            | AS Montferrand     | 21-3      |
| Paris université club | Section paloise    | 14-9      |

## Semifinali
| Squadra 1     | Squadra 2             | Risultati |
| ------------- | --------------------- | --------- |
| FC Lourdes    | Paris université club | 8-6       |
| USA Perpignan | US Romans             | 18-0      |

Romans sconfitto in semifinale per la seconda volta consecutiva.

## Finale
| Arbitro: | Georges Laffitte |

| |            | |
| Gauby, Garrigue, Torreilles | mt         | |
| Serre | tr         | |
| | drop       | J. Prat, F. Labazuy |
| François Gimenez Richard Pallach Roger Capell Gérard Roucariès André Sanac Vincent Mestres Henri Doutres Gérard Llaury Georges Gauby Jean Serre René Garrigue Gaston Rous René Monie Serge Torreilles Jacques Sagols | Formazioni | André Lafont André Abadie Daniel Saint-Pastous Jean Barthe Louis Guinle Jean Prat Célestin Domec Thomas Manterola François Labazuy Antoine Labazuy Guy Calvo Roger Martine Maurice Prat Henri Rancoule Pierre Lacaze |